# 陵园路街道
陵园路街道，是中华人民共和国河北省邯郸市邯山区下辖的一个乡镇级行政单位。

## 行政区划
陵园路街道下辖以下地区：
陵东社区和陵北社区。